# Algebraický výraz
Algebraický výraz je každý matematický zápis, který tvoří smysluplný vztah mezi matematickými symboly a značkami, kterými mohou být čísla (konstanty), proměnné, matematické operace (např. sčítání a násobení), funkce a oddělovače (např. závorky).

## Definice
Nechť {\displaystyle a_{0},a_{1},a_{2},...,a_{n}} jsou reálná čísla.
Algebraický výraz {\displaystyle a_{0}+a_{1}x+a_{2}x^{2}+...+a_{n}x^{n}} se nazývá mnohočlen (polynom), čísla {\displaystyle a_{0},a_{1},a_{2},...,a_{n}} koeﬁcienty mnohočlenu (polynomu) a {\displaystyle x} proměnná. Stručný zápis je {\displaystyle \sum _{i=0}^{n}a_{i}x^{i}}.

## Obory algebraických výrazů
- polynomy (česky mnohočleny) – s operacemi sčítaní, odčítaní, násobení, mocnění nezáporným celým číslem; koeficienty polynomů mohou být čísla z některého oboru čísel: (celá čísla, racionální čísla,...),
- racionální lomené výrazy – (rozšíření polynomů o operaci dělení) s operacemi sčítaní, odčítaní, násobení, dělení a mocnění celým číslem,
- racionální lomené výrazy s odmocninami – (rozšíření racionálních lomených výrazů o mocniny s racionálními exponenty, kde pro každé kladné reálné číslo {\displaystyle a}, pro každé celé číslo {\displaystyle m} a pro každé přirozené číslo {\displaystyle n} je definována mocnina s racionálním exponentem vztahem {\displaystyle a^{\frac {m}{n}}={\sqrt[{n}]{a^{m}}}}) s operacemi sčítaní, odčítaní, násobení, dělení a mocnění racionálním číslem.

## Úpravy algebraických výrazů
Úprava algebraického výrazu {\displaystyle V_{1}} (zjednodušení) je jeho vyjádření jiným (jednodušším) algebraickým výrazem {\displaystyle V_{2}}, pro který za podmínek, kdy mají provedené úpravy smysl, platí: {\displaystyle V_{2}} = {\displaystyle V_{1}}.
Pro polynomy a celistvé výrazy (algebraický výraz, který nemá ve jmenovateli proměnnou) jsou nejčastěji používané úpravy: krácení výrazu a uvedení na společného jmenovatele. Jednodušším výrazem je výraz s menším počtem členů, závorek, proměnných apod.

### Zjednodušení algebraických výrazů
Pro kvadratický dvojčlen a trojčlen platí:
{\displaystyle f(x)=(a+b)^{2}=a^{2}+2ab+b^{2}=(a+b)(a+b)};
{\displaystyle f(x)=(a-b)^{2}=a^{2}-2ab+b^{2}=(a-b)(a-b)};
{\displaystyle g(x)=(a+b)^{3}=a^{3}+3a^{2}b+3ab^{2}+b^{3}=(a+b)(a^{2}-ab+b^{2})};
{\displaystyle g(x)=(a-b)^{3}=a^{3}-3a^{2}b+3ab^{2}-b^{3}=(a-b)(a^{2}+ab+b^{2})}

#### Rozklad výrazu na součin
Rozklad výrazu na součin je vyjádření daného výrazu jako součin jednodušších, většinou již dále nerozložitelných, výrazů.
Lze použít:
- Viètovy vzorce, nebo diskriminant (pro kvadratický dvojčlen),
- Vytýkání, kdy před závorku vytkneme výraz, který se vyskytuje ve všech členech mnohočlenu (polynomu).[3]

Příklad: {\displaystyle x(2-y)+3(2-y)-z(2-y)=(2-y)(x+3-z)}

### Rozdělení algebraických výrazů
Algebraické výrazy lze dělit:
- racionální algebraické výrazy, jež neobsahují odmocniny ({\displaystyle 3a+b^{2}}; {\displaystyle {\frac {7x+2}{3x^{2}+1}}}); {\displaystyle a,b,x\in R}
- iracionální algebraické výrazy, které obsahují odmocniny

{\displaystyle 2{\sqrt[{}]{2}}+y} ; {\displaystyle {\sqrt {a+1}}-{\sqrt {b}}}; {\displaystyle x\geqq 0,y\in R,a\geqq -1,b\geqq 0} Při úpravách iracionálních algebraických výrazů se využívají poznatky o odmocninách a mocninách s racionálními mocniteli a pravidla pro početní operace se zlomky.
Podmínky, pro které mají iracionální algebraické výrazy smysl (je třeba určit vždy před výpočtem výrazu):
1. jmenovatel musí být různý od nuly
2. základy sudých odmocnin musí být nezáporné

Usměrňování výrazů (odstranění odmocnin ze jmenovatele), využíváme především vzorce pro rozdíl druhých resp. třetích mocnin, event. součet třetích mocnin viz binomická věta. Příklad:{\displaystyle {\frac {1}{{\sqrt {2}}-1}}={\frac {1}{{\sqrt {2}}-1}}.{\frac {{\sqrt {2}}+1}{{\sqrt {2}}+1}}={\frac {{\sqrt {2}}+1}{({\sqrt {2}})^{2}-1^{2}}}} = {\displaystyle {\frac {{\sqrt {2}}+1}{2-1}}={\frac {{\sqrt {2}}+1}{1}}={\sqrt {2}}+1} nebo: {\displaystyle {\frac {1}{\sqrt {5}}}={\frac {1}{\sqrt {5}}}.{\frac {\sqrt {5}}{\sqrt {5}}}={\frac {\sqrt {5}}{5}}}

#### Algebraický lomený výraz, úpravy
Složený lomený výraz je lomený výraz, který má v čitateli i jmenovateli také lomený výraz: {\displaystyle {\frac {\frac {V_{1}}{V_{2}}}{\frac {V_{3}}{V_{4}}}}} = {\displaystyle {\frac {V_{1}}{V_{2}}}:{\frac {V_{3}}{V_{4}}}}; platí že {\displaystyle V_{1},V_{2},V_{3},V_{4}} jsou libovolné lomené výrazy, přičemž pro všechny hodnoty proměnných je {\displaystyle V_{2}\neq 0;V_{3}\neq 0;V_{4}\neq 0}.
Krácení často provádíme při zjednodušování lomených výrazů. Aby bylo možné lomený výraz krátit, musí být jeho čitatel i jmenovatel zapsán ve tvaru součinu. Pokud tomu tak není, snažíme se lomený výraz nejprve vhodně upravit (což ovšem ne vždy lze). 

## Dosazování do výrazu
Po dosazení hodnoty do daného výrazu za proměnnou vypočteme hodnotu výrazu.

### Příklady
Určete hodnotu výrazu {\displaystyle 3x^{2}-2x^{3}+2} pro {\displaystyle x\in \{-1;0\}}
{\displaystyle x=-1}: {\displaystyle 3.(-1)^{2}-2.(-1)^{3}+2=3+2+2=7}
{\displaystyle x=0}: {\displaystyle 3.0^{3}-2.0^{2}+2=2}
Určete hodnotu výrazu {\displaystyle {\frac {3-y^{2}}{y-1}}} pro {\displaystyle x\in \{0;1\}} podmínky: {\displaystyle y-1\neq 0\Rightarrow y\neq 1}
{\displaystyle x=0}: {\displaystyle {\frac {3-0^{2}}{0-1}}={\frac {3}{-1}}=-3}
{\displaystyle x=1}: není třeba počítat, protože zadaný výraz není pro hodnotu 1 definován (při výpočtu by ve jmenovateli zlomku byla nula)

## Použití v praxi
S algebraickými výrazy v podobě vzorců se lze setkat nejen v matematice, ale také ve fyzice, chemii, zeměpisu (např. vzorec pro objem kvádru, výpočet rychlosti podle dráhy a času, vzdálenost dvou míst na Zemi podle jejích souřadnic) nebo ekonomice (výpočty daní, daňových zvýhodnění a podobně). Algebraické výrazy se také využívají při zápisu řešení slovních úloh.
Algebraický výraz je výraz, v němž se dosazuje za každou proměnnou hodnota z číselného oboru. Existují ale i nealgebraické výrazy (např. ve výrokové logice). Většinou lze z kontextu poznat, kdy výraz je, či není algebraický.